# Le commissaire est bon enfant, le gendarme est sans pitié
Pour plus de détails, voir Fiche technique et Distribution.
Le commissaire est bon enfant, le gendarme est sans pitié est un moyen métrage français réalisé par Jacques Becker et Pierre Prévert et sorti en 1935, d'après les pièces éponymes Le commissaire est bon enfant et Le gendarme est sans pitié de Georges Courteline et Georges Lévy.

## Résumé
Le commissaire est certes bon enfant, mais il a du mal à garder son calme face à des contrevenants et des témoins tous plus allumés les uns que les autres.

## Fiche technique
- Réalisation et scénario : Jacques Becker et Pierre Prévert
- Scénario : d'après les pièces éponymes de Georges Courteline et de Georges Lévy : Le commissaire est bon enfant et Le gendarme est sans pitié
- Directeur artistique : Jean Castanier
- Photographie : Michel Kelber
- Montage : Isabelle Elman
- Production : André Halley des Fontaines
- Société de production : Films Obéron
- Format : Noir et blanc - Son mono - 1,37:1
- Genre : Comédie
- Durée : 40 minutes

## Distribution
- Pierre Palau : le commissaire de police
- Louis Seigner : M. Punez, le secrétaire
- Étienne Decroux : Jean-Édouard Floche, l'illuminé
- Marcelle Monthil : Mme Floche
- Marcel Duhamel : M. Breloc, l'homme de devoir
- Ginette Leclerc : le flirt de Mr Breloc
- Lucien Raimbourg : M. Garreau, le témoin myope
- Daniel Gilbert : le premier témoin
- Louis Bonin : le passant
- Antanon : l'ivrogne
- Fabien Loris : un agent
- Claude Sterling : un agent
- Édouard Pignon : un agent
- Jacques Becker : un saint-cyrien
- Pierre Prévert : un saint-cyrien